# Шахам, Ринат
Ринат Шахам (ивр. רינת שחם‎, англ. Rinat Shaham, 1980, Хайфа) — израильская оперная концертная певица (меццо-сопрано).

## Биография
Дочь преподавателя музыки. Закончила Кёртисовский институт музыки. Выступала на сценах крупнейших оперных театров и музыкальных фестивалей Франции, Великобритании, Германии, США, Канады, Австралии.
Старший брат — израильский скрипач-виртуоз Хагай Шахам (род. 1966). Муж — американский альтист, уроженец Австралии Питер Бакнелл (род. 1967).

## Творческое сотрудничество
Работала с такими дирижёрами, как Даниэль Баренбойм, Уильям Кристи, Сэйдзи Одзава, Эйдзи Оуэ, Антонио Паппано, Андре Превин, Саймон Рэттл, Дэвид Робертсон, Леонард Слаткин, Жан Кристоф Спинози, Кристоф Эшенбах, Симона Янг.

## Репертуар
- Моцарт (Дорабелла в Так поступают все, Керубино в Свадьбе Фигаро, Церлина в Дон Жуане)
- Россини (Розина в Севильском цирюльнике, заглавная партия в Золушке, Stabat Mater)
- Бизе (заглавная партия в Кармен)
- Массне (Шарлотта в Вертере)
- Дебюсси (Мелисанда в Пеллеасе и Мелисанде)
- Равель Дитя и чары, Матушка Гусыня
- Пуленк (Бланш в Диалогах кармелиток)

Выступала и записывалась также с исполнением фрагментов из опер Люлли, вокальных сочинений Пёрселла и Гершвина. Исполнила роль джазовой певицы в фильме Иштвана Сабо Мнения сторон (2001).